# Maria de Ávila
María Dolores Gómez de Ávila, més coneguda com a Maria de Ávila, (Barcelona, 10 d'abril de 1920 - Saragossa, 27 de febrer de 2014) va ser una ballarina, coreògrafa i mestra de ballet clàssic i neoclàssic catalana. Va ser primera ballarina de la Companyia de Dansa del Liceu de Barcelona als anys quaranta i cinquanta. Va dirigir algunes companyies de dansa clàssica, entre les quals la Compañía Nacional de Danza a Madrid, que va modernitzar, i de la qual va sistematitzar el treball intern. Va crear la seva pròpia escola de dansa, que actualment dirigeix la seva filla Lola.

## Formació
Maria de Ávila va començar els seus estudis de dansa clàssica als deu anys amb Pauleta Pàmies al Liceu de Barcelona. Es va quedar en el seu ballet i als dinou anys ja n'era la primera ballarina.

## Carrera professional
La seva major activitat com a ballarina es va desenvolupar a partir de 1937 i fins a mitjans dels anys 50. En aquesta època va ser parella de ball del coreògraf del Liceu Joan Magriñà, actuant a la Companyia de Dansa del Liceu, la Companyia Espanyola de Ballet i en els Ballets de Barcelona.
El 1954 va obrir la seva pròpia escola de dansa clàssica a Saragossa, on es va formar, per exemple, Víctor Ullate. Va ser crear el Ballet Clàssic de Saragossa de dansa clàssica, que va dirigir i pel qual va realitzar coreografies, i d'una altra companyia amb el seu nom, el Jove Ballet Maria de Ávila. El 1983 es van unificar el Ballet Nacional de España Español, de dansa espanyola, i el Ballet Nacional de España Clásico, de dansa clàssica, sota el nom de Ballet Nacional d'Espanya, la direcció del qual va ser encarregada a María de Ávila. Hi va integrar al repertori estrenes absolutes de dansa espanyola, clàssica i neoclàssica (George Balanchine, Anthony Tudor, etc.), amb coreografies i músiques originals, com per exemple Ritmos, Mede i Danza y Tronío. Quan el 1986 va deixar la companyia, aquesta va esdevenir de nou dues companyies diferents, que van evolucionar per separat i actualment són la Compañía Nacional de Danza i el Ballet Nacional de España.

## Premis i honors
- 2009: Medalla d'Or del Gran Teatre del Liceu de Barcelona
- 1996: Premi Aragó
- Medalla d'Or del Círculo de Bellas Artes de Madrid
- Medalla de las Bellas Artes de España (Ministeri de Cultura d'Espanya)
- Gran Cruz de Alfonso X el Sabio de España (Ministeri de Cultura d'Espanya)